# La Santa Fanesca
La Santa Fanesca es el primer álbum  de Swing Original Monks  lanzado en el  Teatro Variedades, el 3 de mayo de 2013

## Detalles del álbum
Según Raúl Arias de la página web Plan Arteria dice:

La Santa Fanesca es una gozada. Te mantiene prendido todo el tiempo, te lleva por caminos lo suficientemente profanos como para desear más y más, e ir por un poco más. 

Pero no todo es baile. Y me van a decir aguafiestas, por, eso lo dejo para después.

Las letras de sus canciones hablan de distintas temáticas, desde el absurdo paisaje pintoresco de nuestra sociedad, hasta indagar en la reflexión con un poco de sátira.

Estas composiciones se mezclan con un show en vivo, lleno de sorpresas burlescas con disparates teatrales por los gritos y aullidos de los músicos. Ellos califican a su presentación como ‘una celebración de bulla sensual’, que tiene como meta mostrar un festejo grupal con poesía urbana. 

En una entrevista hecha a Juana destaca:

La combinación de los sonidos electrónicos es interesante porque hay una mezcla de distintas experiencias, pues los integrantes son de Latinoamérica, Europa y Estados Unidos. Además en algunos conciertos tenemos a músicos invitados.

## Lista de canciones
| N.º | Título                         | Duración |  |
| 1.  | «Yo no soy de aquí»            | 03:24    |  |
| 2.  | «Grita pregonero»              | 04:39    |  |
| 3.  | «Chocolate»                    | 04:17    |  |
| 4.  | «Caminito»                     | 04:17    |  |
| 5.  | «Tucán»                        | 04:06    |  |
| 6.  | «Agua»                         | 04:50    |  |
| 7.  | «Amor inalámbrico»             | 03:44    |  |
| 8.  | «Los 40»                       | 05:53    |  |
| 9.  | «Ciudad En Llamas»             | 07:12    |  |
| 10. | «Hueso»                        | 04:52    |  |
| 11. | «Fiesta Popular (Bonus Track)» | 04:50    |  |